# Monastiraki

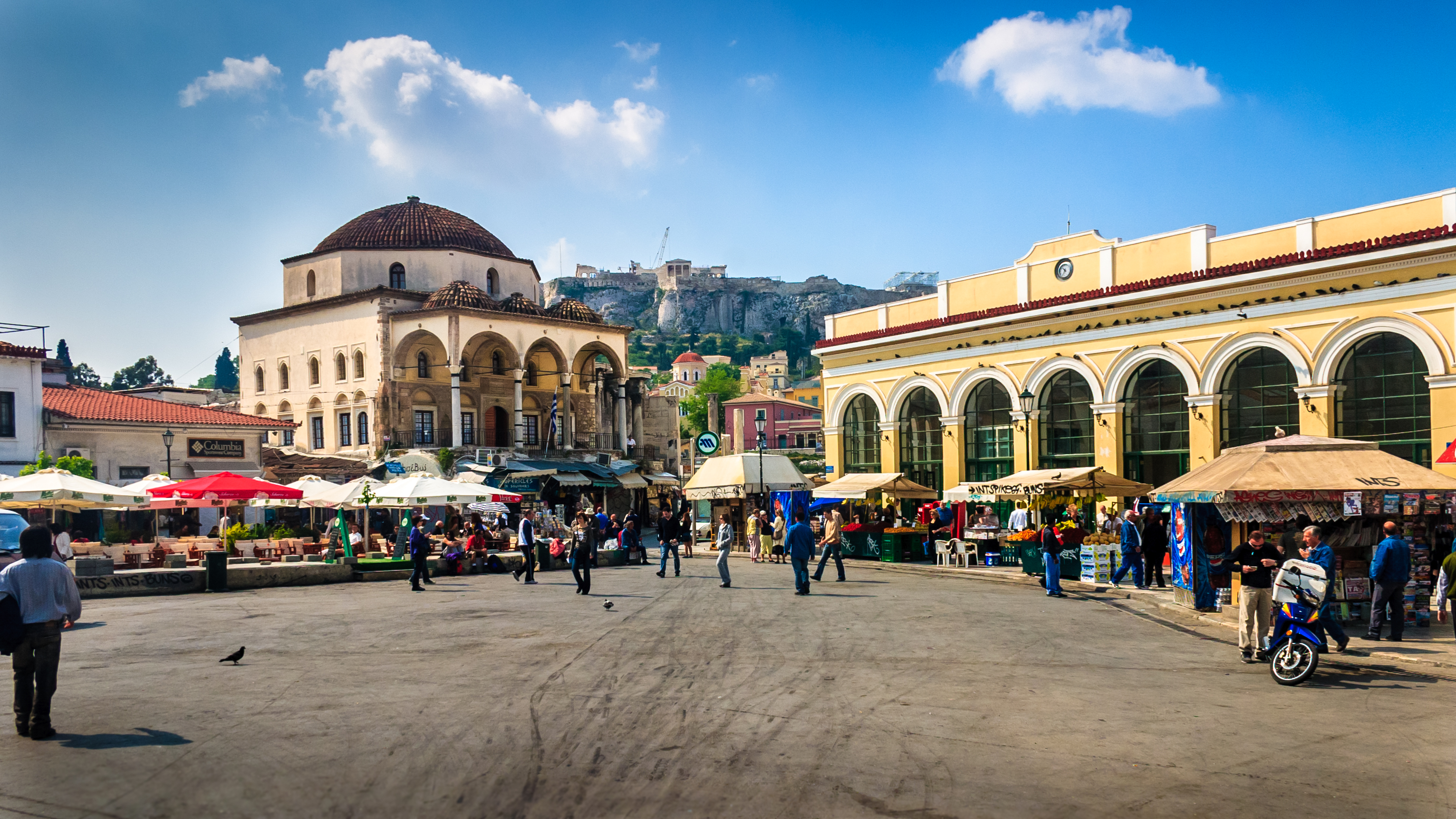
La plaça Monastiraki, amb l'Acròpoli al fons

Monastiraki (grec: Μοναστηράκι, literalment petit monestir) és un barri de la ciutat vella d'Atenes (Grècia), que rep el seu nom per la plaça de Monastiraki, a la intersecció del carrer Ermoú i l'avinguda Athinàs, i al costat de la Biblioteca d'Adrià. Els carrers principals de la zona són Pandróssou i Adrianoú.
Se sap que en aquesta plaça hi va haver una església i un monestir almenys des del segle x. L'església actual va ser construïda el 1678 i recentment va ser sotmesa a un procés de restauració. Alhora, es van fer obres a la plaça per a construir l'estació de metro de Monastiraki, que serveix les línies 1 i 3 del metro d'Atenes. Amb aquestes obres es van descobrir el que potser són les restes d'un edifici del segle v, on destaquen alguns mosaics.
El barri és conegut pel seu basar on, a banda d'altres productes, es poden comprar antiguitats, reproduccions de monedes, records per a turistes, roba de saldo, etc.

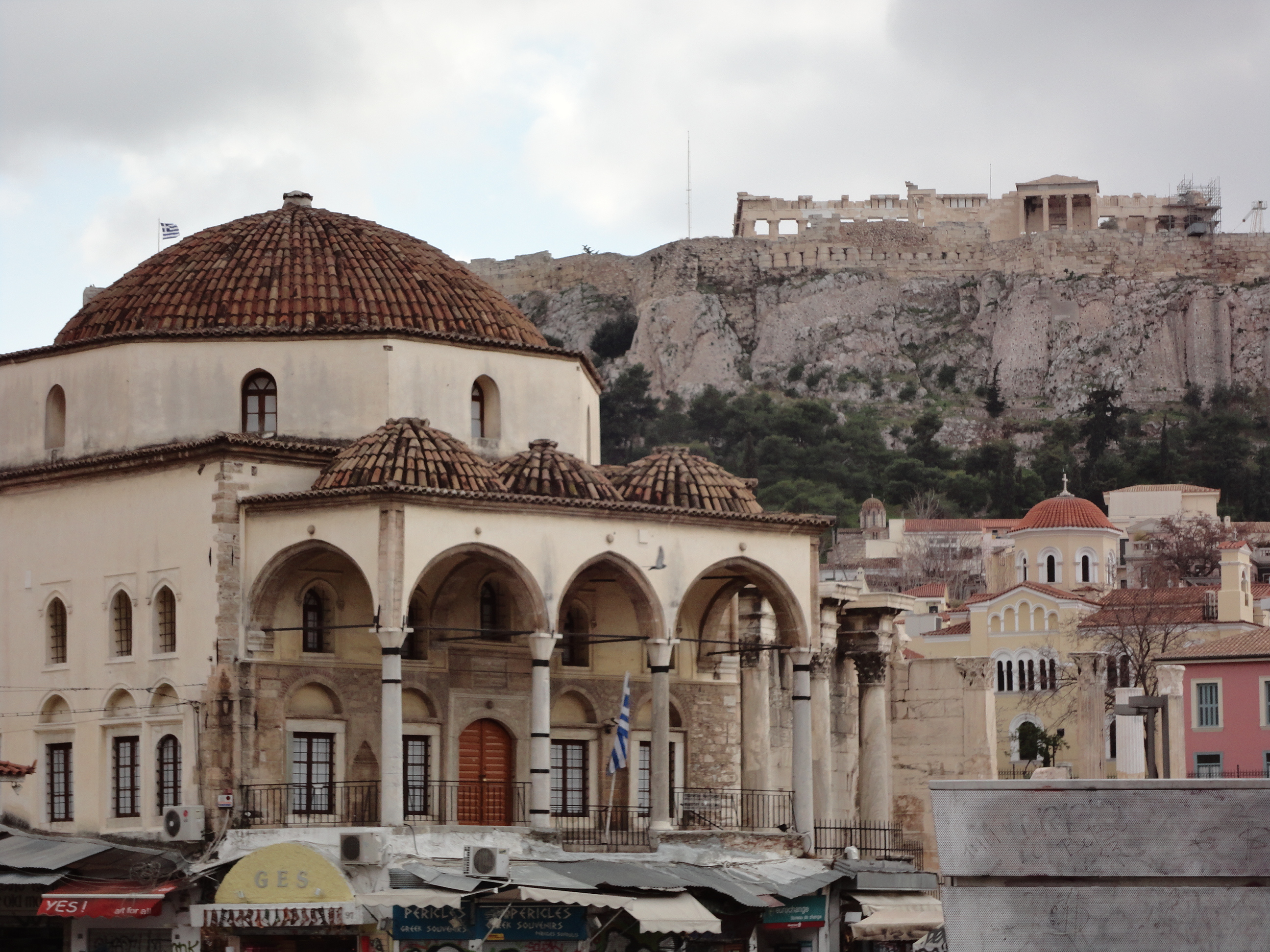
La mesquita Tzisdarakis amb l'Acròpoli de fons, a Monastiraki
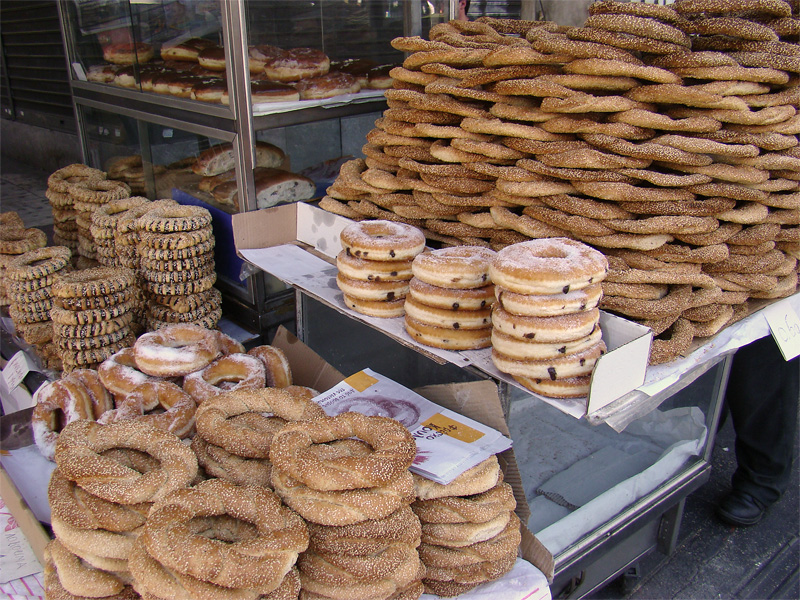
Diversos tipus de koulouris a Atenes.
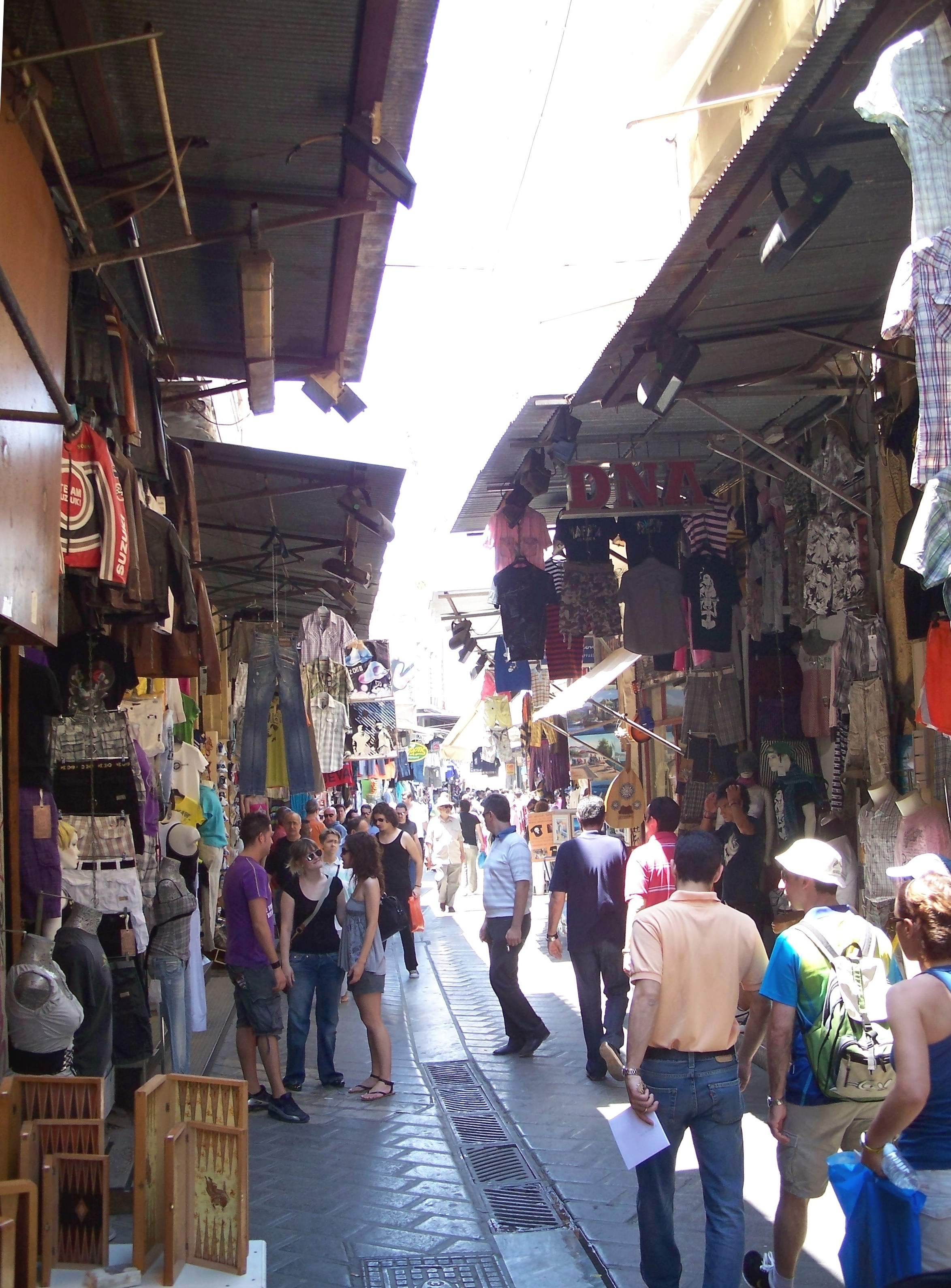
Mercat de Monastiraki